# Aplidium tridentatum
Aplidium tridentatum är en sjöpungsart som först beskrevs av Daumézon 1909.  Aplidium tridentatum ingår i släktet Aplidium och familjen klumpsjöpungar. Inga underarter finns listade i Catalogue of Life.